# Kálazdy Mór
Kálazdy Mór, eredetileg Kaufmann Mór (Tata, 1819. – Gyöngyös, 1875. március 22.) orvos.

## Életpályája
Családjáról nincs adat. Feltehetően Pozsonyi előtanulmányok után került a bécsi egyetem orvosi karára, ahol 1844-ben avatták orvossá. Orvosi gyakorlatot is Bécsben szerzett, elsősorban a sebészetben, a kórbonctanban, a szemészetben és a szülészetben képezte magát. Feltételezhetően kapcsolatban állt Semmelweis Ignáccal, aki ebben az időben szintén Bécsben működött. Kálazdy 1848-ban részt vett a bécsi egyetemi forradalmi légió tevékenységében, ahol kapitányi rangot kapott. Ő fordította német nyelvre Kossuth Lajos március 3-án, Pozsonyban elmondott beszédét, amely beszéd végül a bécsi forradalom közvetlen kiváltó oka lett. Tagja volt a forradalmi parlamentnek, és a bécsi egyetemi tanács képviselőjeként ő üdvözölte a bécsi alsóházat. A forradalom bukása után Magyarországra menekült. Tevékenységéért a császári hatóságok távollétében halálra ítélték.
Június 20-án jelentkezett szolgálattételre Sauer Ignác országos igazgató főorvosnál. Kezdetben Nagykanizsán a drávai magyar hadseregnél működött, majd a 19. honvédzászlóalj főorvosa lett. E minőségében részt vett a szabadságharc számos csatájában és ütközetében. A világosi fegyverletétel után Törökországba menekült, és Lekim basa néven a török hadsereg orvosa lett. Csatlakozott Bem József kíséretéhez, és követte a tábornokot a szíriai Aleppóba is.  Schneider Antal és Hammerschmidt Károly volt honvéd törzsorvosokkal együtt ő kezelte Bemet, aki nagyon rosszul bírta az ottani klímát. Mindhárman ott voltak a tábornok halálos ágyánál.
Bem halála után csatlakozott Kossuth Lajoshoz, akinek nem csak orvosa, hanem török nyelvtanára is lett. Kossuth távozása után Törökországban maradt, és egy katonai kórház vezető orvosa volt.
A kiegyezés után hazatért, és Gyöngyösön telepedett le.